# Chambre de commerce et d'industrie de Basse-Terre
La chambre de commerce et d'industrie de Basse-Terre est l'une des deux CCI du département de la Guadeloupe. Son siège est à Basse-Terre au 1bis, rue de la République.
Elle possède une antenne à Baie-Mahault et à Saint-Martin.

## Mission
À ce titre, elle est un organisme chargé de représenter les intérêts des entreprises commerciales, industrielles et de service de 16 communes de la Guadeloupe, des Îles des Saintes, de Saint-Martin et de Saint-Barthélémy et de leur apporter certains services. C'est un établissement public qui gère en outre des équipements au profit de ces entreprises.
Comme toutes les CCI, elle est placée sous la double tutelle du Ministère de l'Industrie et du Ministère des PME, du Commerce et de l'Artisanat.

### Service aux entreprises
- Centre de formalités des entreprises
- Assistance technique au commerce
- Assistance technique à l'industrie
- Assistance technique aux entreprises de service
- Point A (apprentissage)

### Centres de formation
- Centre d'Enseignement et de Formation (CEFORM).
- Institut Consulaire Régional de Formation aux Métiers de la Restauration, de l’Hôtellerie et du Tourisme (IRHT) situé à Saint-Claude.
- Centre de Broderie et des Arts et Textiles (CBVF), installé au Fort l’Olive à Vieux-Fort.

## Historique
Juillet 1832 : Création de la chambre de Commerce et d’Industrie de Basse-Terre.
13 janvier 2000 : Création de la délégation à Saint-Martin.
2000 : Installation du siège à la Maison des Entreprises à Spring Concordia.

## Pour approfondir